# Turtles
Turtles feat. Randy Brecker – album polskiego pianisty jazzowego Włodka Pawlika nagrany z prowadzonym przez siebie kwartetem i amerykańskim trębaczem Randym Breckerem. Włodek Pawlik Quartet tworzyli: lider, dwaj muzycy z amerykańskiego Western Jazz Quartet i polski perkusista Cezary Konrad. Nagrania zarejestrowano 1 grudnia 1995 w Studio S-3 w Warszawie. CD ukazał się w 1995 nakładem Polonii Records, reedycja w 2008 (Polonia Records CD 067).

## Muzycy
- Randy Brecker – trąbka
- Włodek Pawlik – fortepian
- Trent Kynaston – saksofon tenorowy
- Thomas Knific – kontrabas
- Cezary Konrad – perkusja

## Lista utworów
| 1. | „Bricolage”                   | 6:58  |
|    |                               |       |
| 2. | „Turtles”                     | 7:35  |
|    |                               |       |
| 3. | „Not Samba”                   | 9:26  |
|    |                               |       |
| 4. | „Moontide”                    | 11:34 |
|    |                               |       |
| 5. | „There’s a Mingus a Monk Us”  | 7:15  |
|    |                               |       |
| 6. | „... Sailing with You, Randy” | 7:03  |
|    |                               |       |
| 7. | „You Gotta Believe”           | 6:40  |
|    |                               |       |
|    |                               | 56:31 |
|    |                               |       |